# Carlos de Haya
Carlos de Haya González de Ubieta (Bilbao (Vizcaya) 1 de março de 1902 – Porto Escandón, Teruel, 21 de fevereiro de 1938) foi um aviador espanhol, especialmente conhecido por sua participação em ráids aéreos e por sua atuação para o bando insurgido durante a Guerra Civil Espanhola. Morreu ao chocar seu avião contra  outro avião republicano e cair ao solo, falecendo no impacto.  

## Biografia

### Estudos e docência

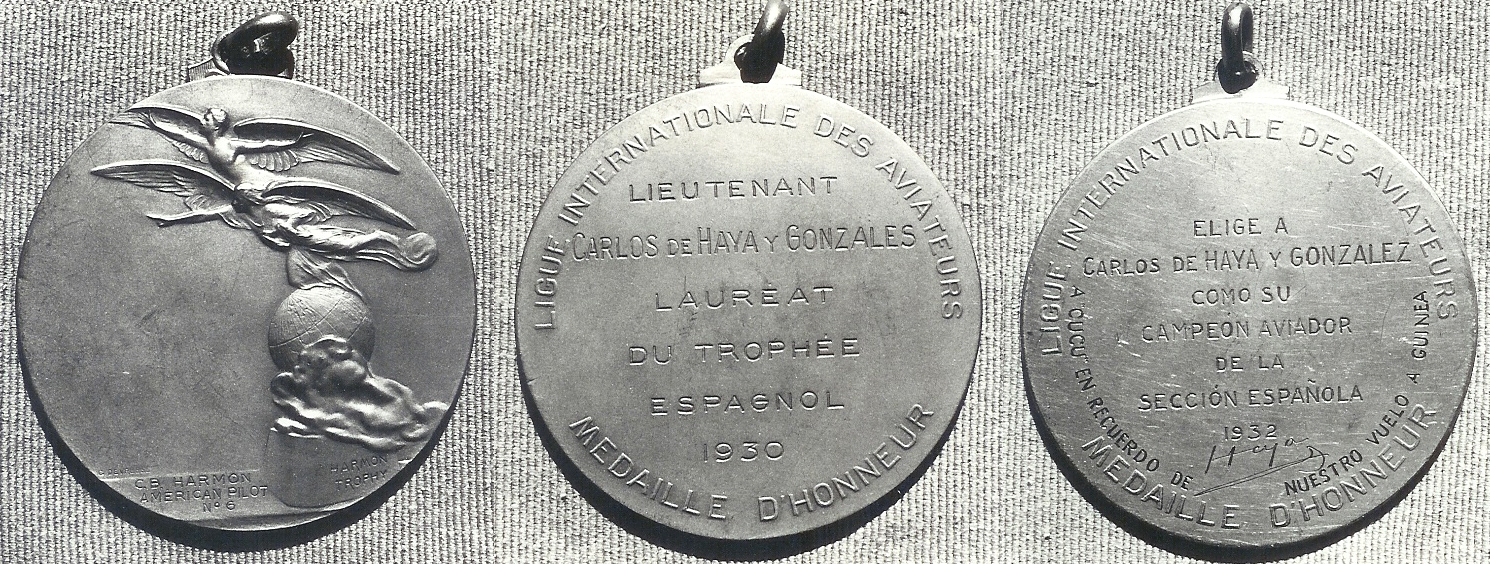
Três recordes mundiais.

Aos dezesseis anos de idade ingressa na Academia de Intendência da qual sai em 1921, como alferes com o número 2 de sua promoção, e, depois de uns meses destinado ao Comando de Tropas de Intendência, em Burgos, marcha para Marrocos e ali, em território de Melilla, participa em numerosos combates às posições avançadas, livrando combates diversas ocasiões; tomada parte também na operação de reconquista da posição de Afrau.
Possuía os seguintes cursos:
- Curso de hidroaviões em 1926
- Professor de mecânicos
- Pára-quedista
- Radiotelegrafista

Capitão em 1932, foi professor nas escolas de pilotagem de Alcalá de Henares e Quatro Ventos.

### Campanha da África

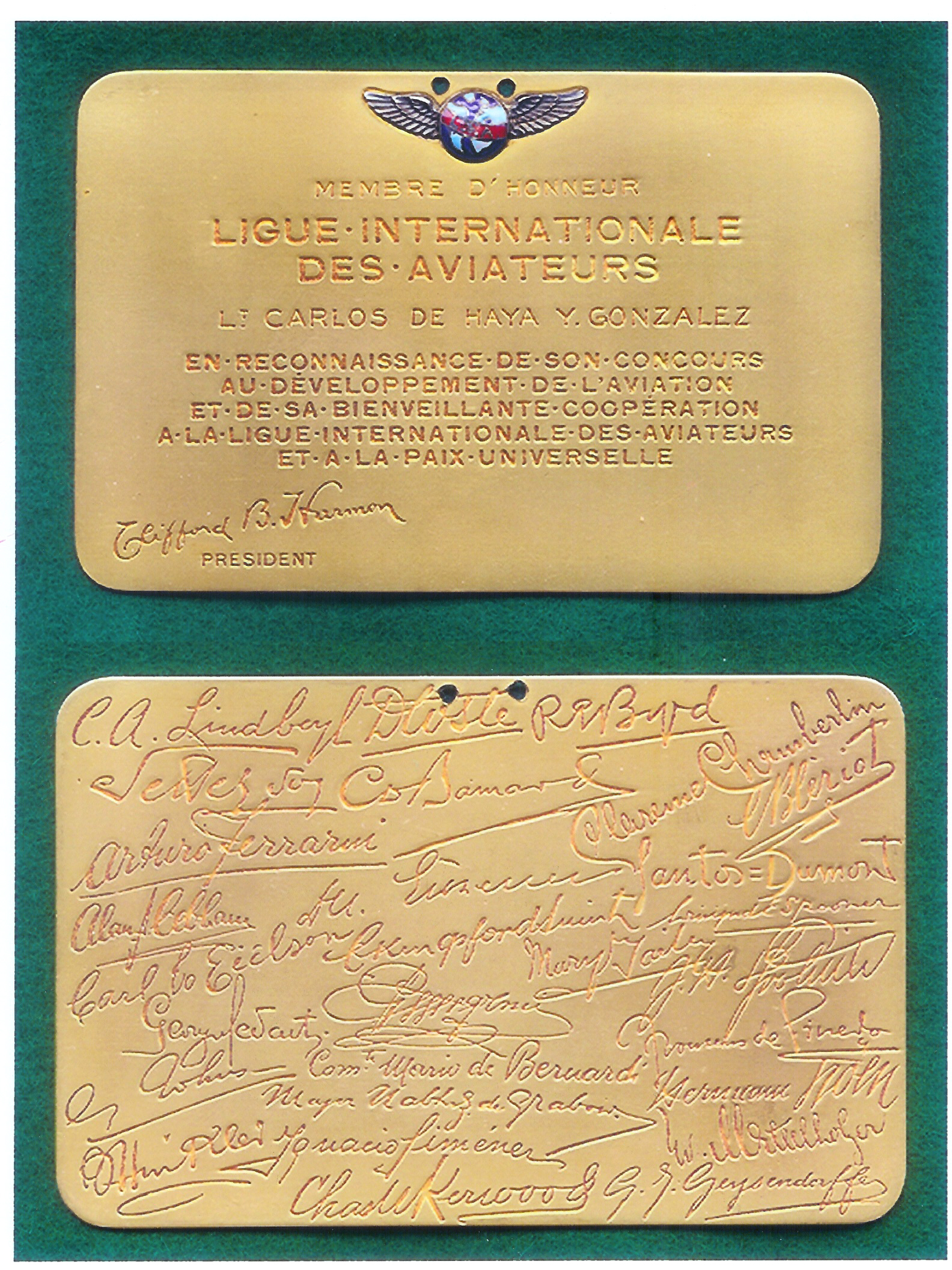
Assinatura de aviadores doada por une-a internacional.

Em 1925, já tenente, encontra-se destinado em 5.ª Companhia de Montanha, destacado em Tafersit em serviço de campanha; solicita realizar o curso de piloto em Albacete e uma vez efetuado e obtido o correspondente título passa à Escola de Transformação para atingir o de piloto militar com o que é destinado ao I Regimento de Aviação.
Incorpora-se na zona oriental do protetorado espanhol de Marrocos à Escuadrilla Brístol, estacionada no aeródromo de Nador, e com ela participa nas operações da campanha, realizando numerosas missões de reconhecimento e bombardeio no setor de Sidi Messaud e o de Yebel Uddía, os povoados de Tasaguin e Immalaten e tantos outros pontos por onde, vencendo forte resistência, vão avançando penosamente as forças espanholas. No final de 1926 é designado para seguir um curso de hidroaviões nos Alcázares, reintegrando-se uma vez terminado a sua esquadrilha em Melilla. Transladada aquela ao aeródromo de Auárnara, em Larache, em janeiro de 1927, participa desde ali nas operações da frente ocidental, bombardeando Tazarut, os povoados de Royarsa e numerosos objetivos da kabila de Beni Arós. Nas últimas fases da campanha, enquanto em Zoco o Had de Beni Berkul apoia com seus metralhadoras o avanço da coluna Capaz, é atingido pelo fogo de terra, resultando ferido e sendo citado como distinto.

### Desportista

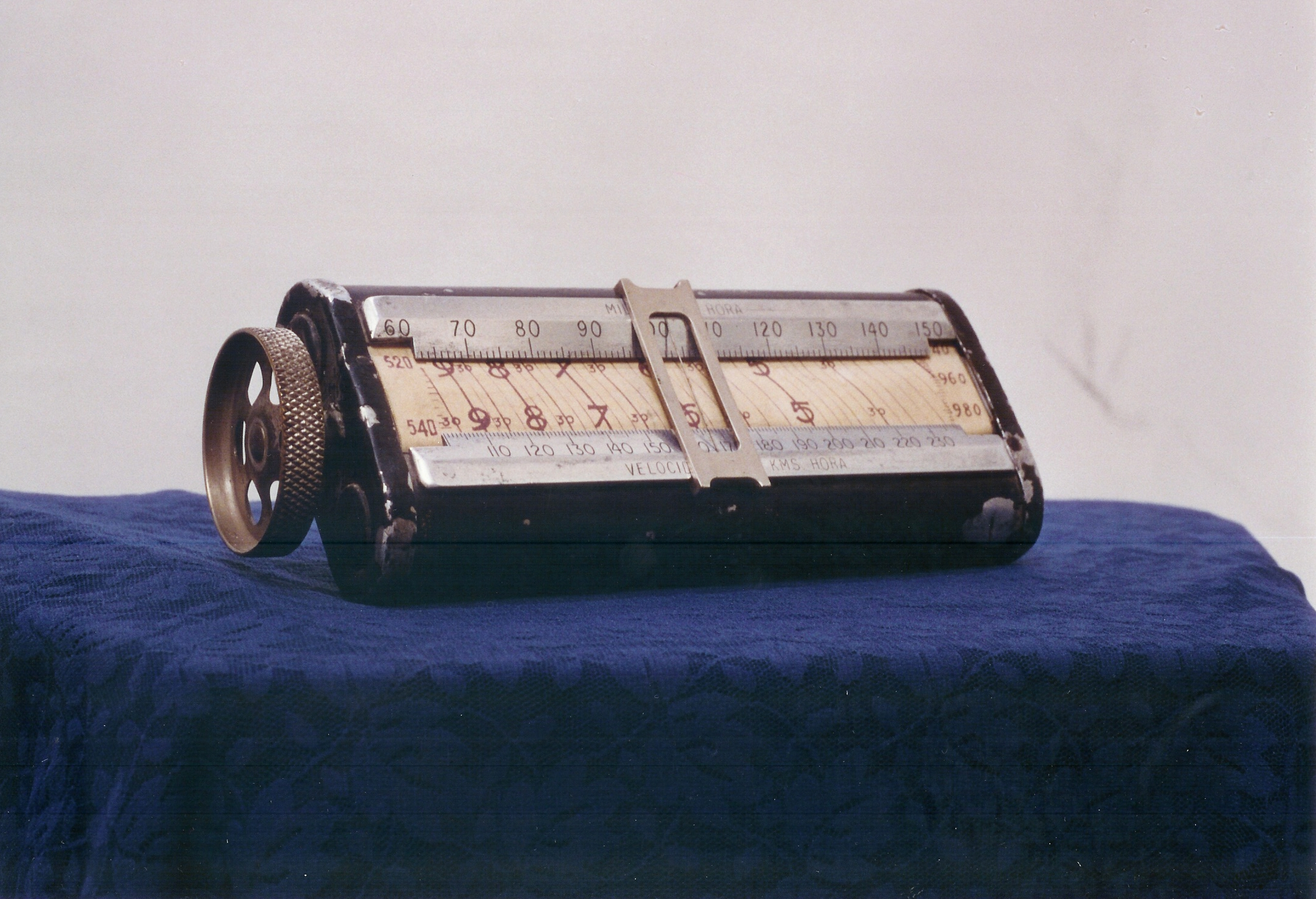
Invento para deriva-a de voos.

Terminada a guerra, realiza junto com Pedro Tauler a primeira volta aérea a Espanha, na qual as etapas noturnas e as que tem de realizar entre nuvens lhe obrigam a utilizar o radiogoniómetro e a resolver numerosos problemas técnicos criados por um sistema que está em seus começos e do que tudo está por aprender.
Em 1929, no avião Breguet XIX modelo Grande Raid que com a matrícula 12~71 estava atribuído ao Aeródromo de Quatro Ventos, acompanhando ao capitão Cipriano Rodríguez, estabelece os recordes de velocidade em circuito, sobre 5.000 e 2.000 km sem ônus e 2.000 com 500 quilos. 
Dois anos mais tarde, no Natal de 1931, com o mesmo aeroplano e formando tripulação assim mesmo com Cipriano Rodríguez Díaz «Cucufate», leva a cabo o Raid a Guiné, cobrindo numa sozinha etapa os 4.300 quilômetros que separam a Sevilla de Bata, num brilhante e preciso voo de vinte e quatro horas no que sobrevoa o deserto do Sáhara e a selva do Níger.

### Inventor

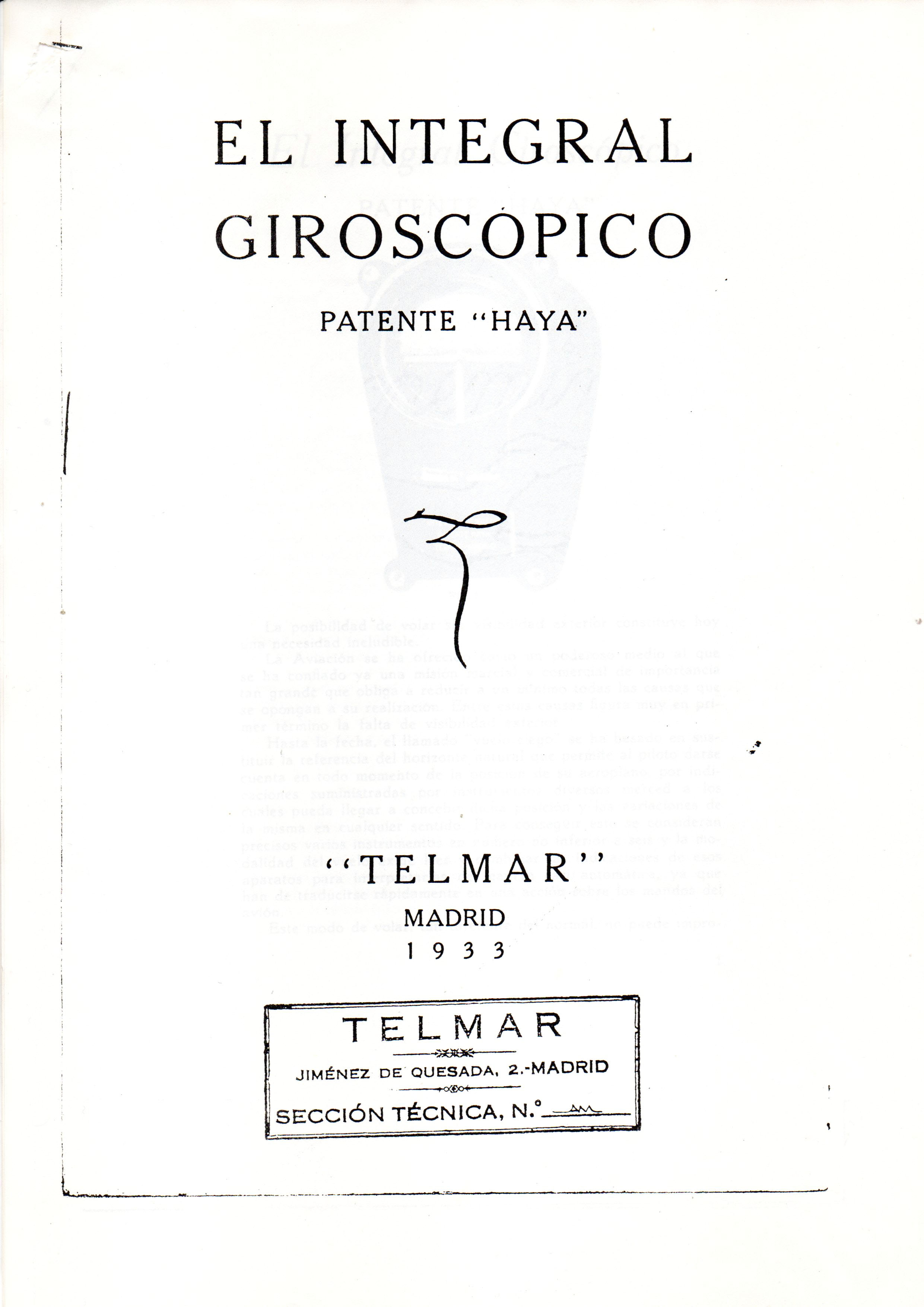
Patente espanhola do Integral Tenha.

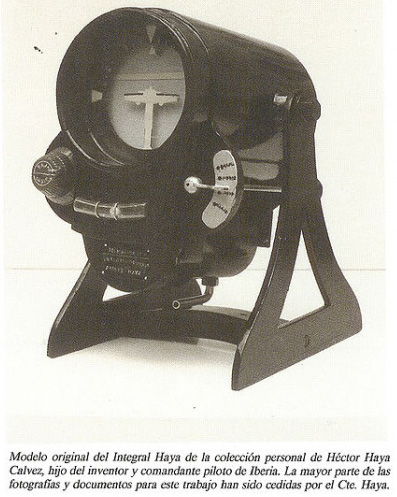
Integral giroscópico Tenha inventando por Carlos de Tenha que permitirá o voo noturno.

Inventa um integral giroscópico que será adotado no Serviço de Aviação com o nome de «Integral Tenha» e será patenteado em Espanha e França. Ademais, patenteia um corretor de derivas. 

### Guerra Civil
Em julho de 1936, ao iniciar-se a Guerra Civil Espanhola dirige-se desde Málaga a Sevilla, em cujo aeródromo de Tablada estava destinado como chefe da 2.ª Escuadrilla de Breguet XIX do grupo 22, para unir-se à sublevación contra a Segunda República. Com o DC-2 capturado em Tablada vincula-se intensamente à Ponte aérea do Estreito e participa no chamado «Convoy da vitória». Além de atuar como piloto pessoal de Franco, realizou numerosos serviços de guerra, entre os que destacam os abastecimentos ao Santuário de Nossa Senhora da Cabeça, assediado pelas forças leais republicanas até o 1 de maio de 1937, quando o Santuário, defendido por uma centena escassa de policia civis e totalmente arruinado, é conquistado pelas tropas republicanas. Durante esta época utilizou o método de "perus como paracaídas", já que as provisões eram delicadas, como os medicamentos, e estas aves permitiam que não se rompessem, além de que se podiam comer.
Durante a Batalha de Belchite, em 1937, volta a destacar-se realizando um destes arriscados abastecimentos. Desta vez a bordo de um Junkers Ju 52, realiza múltiplos voos rasantes sobre a população sitiada, baixo um nutrido fogo antiaéreo e caça republicana, para abastecer de medicinas, víveres e munições aos defensores. 

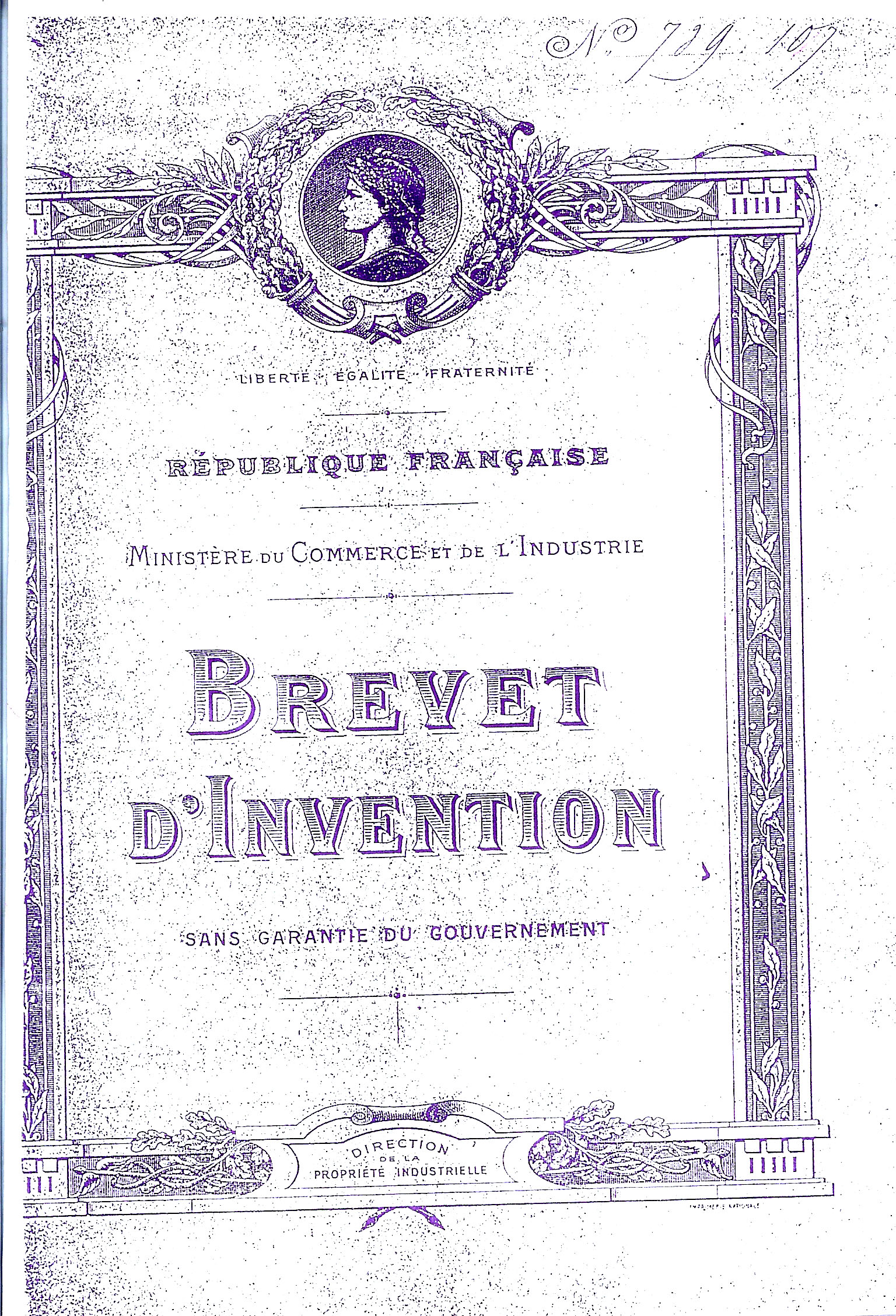
Patente francesa do Integral Tenha.

É agregado ao grupo de caça italiano Asso dei Bastoni equipado com Fiat CR-32 «Chirri». O 21 de fevereiro de 1938, em plena Batalha de Teruel, incorpora-se rapidamente à frente desde Bilbao, onde assistia ao funeral por sua mãe. Numa grande batalha aérea sobre Escandón, chocou-se com um "Chato" republicano: O Capitão Tenha embistió pela bicha ao avião do piloto e sargento republicano, Francesc Vinyals, quando este perseguia a um colega de Tenha. Tenha morreu ao impactar seu avião contra o solo. O "as" franquista Joaquín García-Morato, que era seu cunhado, reclamou o corpo aos chefes da aviação republicana Hidalgo de Cisneros e Camacho Benítez, mas não recebeu contestação.
Com mais de 300 serviços de guerra nos 19 meses que pôde combater, voou uma média de 40 horas mensais. Foi condecorado a título póstumo com a Laureada de San Fernando e a Medalha Militar e concedeu-se-lhe uma ascensão por méritos de guerra. Ademais foi condecorado com a Medalha de Ouro Italiana (Laureada Italiana).

## Memória histórica
Teve ruas em sua honra em Madri, "Capitão Tenha", que passou a se denominar rua do Poeta Joan Maragall pelo pleno da prefeitura da capital em 2017. Assim mesmo em Bilbao, onde também se lhe tem mudado o nome. Em Málaga, o Hospital Carlos Tenha mudóu seu nome ao de Hospital Regional Universitário por acordo da Direção Geral de cor Democrática da Junta de Andaluzia em aplicativo da Lei autonômica  e uma das principais artérias da cidade tem sido renomeada a "Caminho de Antequera" em 2018.